# Anaphysmene
Anaphysmene är ett släkte av svampar. Anaphysmene ingår i divisionen sporsäcksvampar och riket svampar.